# زونیکراتوپس
زونیکراتوپس (نام علمی: Zuniceratops) نام یک سرده از راسته پرنده‌کفلان است.